# Schloss Neuhabsburg

Ruinen der Neuhabsburg 1782

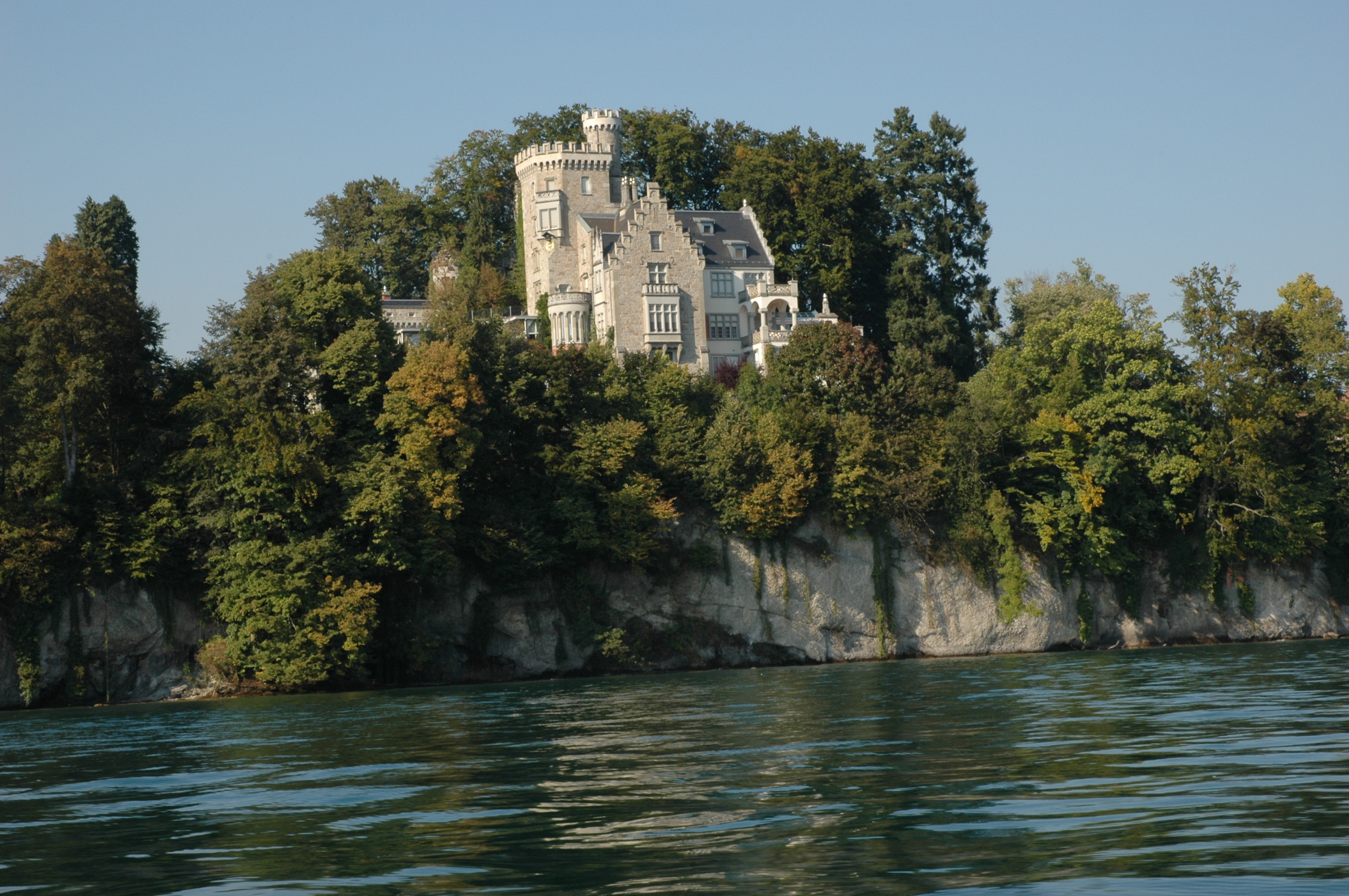
Schloss Neuhabsburg vom Vierwaldstättersee aus gesehen

Schloss Neuhabsburg ist ein sich in Privatbesitz befindendes Schloss in Meggen im Kanton Luzern in der Schweiz, erbaut auf den Ruinen einer älteren Burg. 1244 wurde das Einkommen aus dem Land an die Fraumünster-Abtei in Zürich gewährt. 1244/1245 wurde die ursprüngliche Burg von der Familie Habsburg am Ufer des Vierwaldstättersees erbaut.
Das Schloss wurde wohl als Ersatz für die alte Meggenhornfestung gebaut. Es wurde zuerst von Rudolf I. als Sommerresidenz genutzt, danach vor allem als Administrationsgebäude für die habsburgischen Besitzungen in Weggis, Lippertschwil, Küssnacht, Immensee, Kehrsiten, Greppen, Udligenswil, Arth und Holzhäusern.
Das Schloss wurde 1245 beschädigt nach der Exkommunikation von Friedrich II. durch Papst Innozenz IV. und durch das erste Konzil von Lyon. Nach der Gründung der Schweizerischen Eidgenossenschaft im Jahr 1291 war die Burg ein Dorn in deren Augen. Sie wurde 1352 zerstört, nachdem Luzern der Eidgenossenschaft beigetreten war. 
Von der ursprünglichen Burg sind nur noch Teile des quadratischen Hauptturms, eine dicke Ringmauer und weitere Gebäude erhalten.
Das heutige Schloss wurde 1871 im Stil der Neugotik erbaut und befindet sich in Privatbesitz des niederländischen Industriellen Ralph Sonnenberg, Inhaber der Hunter Douglas Group.